# Campionati mondiali di nuoto in acque libere 2010
I VI Campionati del Mondo di Nuoto in acque libere FINA si sono svolti a Roberval, Canada, dal 15 al 23 luglio 2010. Si sono disputate le seguenti gare:
- Sabato 17 luglio alle 11h 30 la 10 km femminile, 38 alla partenza; al termine della gara Melissa Gorman e Aurelie Muller sono state squalificate per reciproche scorrettezze[1], ma tre giorni dopo è stato accolto il ricorso della squadra australiana, assegnando alla Gorman la medaglia di bronzo.[2]
- domenica 18 luglio alle 11h 30 la 10 km maschile, 37 alla partenza.
- Martedì 20 luglio: alle 10h 30 la 5 km femminile, 35 iscritte e 32 alla partenza; alle 14h 00 la 5 km maschile, 29 alla partenza.
- Giovedì 22 luglio: alle 9h 00 la 25 km maschile, 21 iscritti e 20 alla partenza; alle 9h 15 la 25 km femminile, 14 alla partenza.

In un comunicato di presentazione all'evento, la FINA ha dichiarato che questa sarebbe stata l'ultima edizione dei campionati di nuoto di fondo indipendente dai Campionati mondiali di nuoto o dai Giochi olimpici.

## Medagliere
| Posizione | Paese       | O | A | B | Totale |
| --------- | ----------- | - | - | - | ------ |
| 1         | Italia      | 2 | 3 | 0 | 5      |
| 2         | Stati Uniti | 2 | 0 | 1 | 3      |
| 3         | Germania    | 1 | 0 | 0 | 1      |
| 3         | Paesi Bassi | 1 | 0 | 0 | 1      |
| 5         | Russia      | 0 | 2 | 1 | 3      |
| 6         | Spagna      | 0 | 1 | 0 | 1      |
| 7         | Australia   | 0 | 0 | 1 | 1      |
| 7         | Brasile     | 0 | 0 | 1 | 1      |
| 7         | Bulgaria    | 0 | 0 | 1 | 1      |
| 7         | Francia     | 0 | 0 | 1 | 1      |
| Totale    | Totale      | 6 | 6 | 6 | 18     |

## Risultati

### Uomini

#### 5km individuale
| Classifica | Nome                  | Nazione     | Tempo      | Punti |
| 1          | Thomas Lurz           | Germania    | 57'42"6    | 18    |
| ---------- | --------------------- | ----------- | ---------- | ----- |
| 2          | Evgeny Drattsev       | Russia      | 57'44"1    | 16    |
| 3          | Fran Crippen          | Stati Uniti | 57'46"5    | 14    |
| 4          | Igor Chervynskiy      | Ucraina     | 57'48"4    | 12    |
| 5          | Spyridon Gianniots    | Grecia      | 57'49"3    | 10    |
| 6          | Rhys Mainstone        | Australia   | 57'51"6    | 8     |
| 7          | Chad Ho               | Sudafrica   | 57'57"7    | 6     |
| 8          | Luca Ferretti         | Italia      | 57'59"1    | 5     |
| 9          | Jan Posmourny         | Rep. Ceca   | 58'00"1    | 4     |
| 10         | Simone Ruffini        | Italia      | 58'00"4    | 3     |
| 11         | Sergey Fesenko        | Azerbaigian | 58'00"5    | 2     |
| 12         | Ivan Enderica Ochoa   | Ecuador     | 58'00"7    | 1     |
| 13         | Diego Nogueira        | Spagna      | 58'01"1    | --    |
| 14         | Francisco José Hervas | Spagna      | 58'01"5    | --    |
| 15         | Samuel de Bona        | Brasile     | 58'02"0    | --    |
| 16         | Sebastien Fraysse     | Francia     | 58'02"0    | --    |
| 17         | Richard Weinberger    | Canada      | 58'02"9    | --    |
| 18         | Daniel Fogg           | Regno Unito | 58'02"9    | --    |
| 19         | Allan do Carmo        | Brasile     | 58'03"5    | --    |
| 20         | Andrew Beato          | Australia   | 58'03"6    | --    |
| 21         | Chip Peterson         | Stati Uniti | 58'04"0    | --    |
| 22         | Julien Sauvage        | Francia     | 58'04"4    | --    |
| 23         | Jan Wolfgarten        | Germania    | 58'04"4    | --    |
| 24         | Kostiantyn Ukradyga   | Ucraina     | 58'04"7    | --    |
| 25         | Daniil Serebrennikov  | Russia      | 58'05"8    | --    |
| 26         | Rodrigo Elorza        | Messico     | 58'07"7    | --    |
| 27         | Jakub Fichtl          | Rep. Ceca   | 59'16"9    | --    |
| 28         | Manuel Chiu           | Messico     | 1h 02'34"2 | --    |
| 29         | Tomas Vachan          | Slovacchia  | 1h 04'05"0 | --    |

#### 10km individuale
| Classifica   | Nome                   | Nazione     | Tempo      | Punti |
| 1            | Valerio Cleri          | Italia      | 2h 00'59"3 | 18    |
| ------------ | ---------------------- | ----------- | ---------- | ----- |
| 2            | Evgeny Drattsev        | Russia      | 2h 01'00"6 | 16    |
| 3            | Vladimir Dyatchin      | Russia      | 2h 01'03"0 | 14    |
| 4            | Fran Crippen           | Stati Uniti | 2h 01'05"0 | 12    |
| 5            | Luca Ferretti          | Italia      | 2h 01'07"8 | 10    |
| 6            | Thomas Lurz            | Germania    | 2h 01'08"5 | 8     |
| 7            | Chip Peterson          | Stati Uniti | 2h 01'10"0 | 6     |
| 8            | Igor Chervynskiy       | Ucraina     | 2h 01'12"9 | 5     |
| 9            | Petar Stoychev         | Bulgaria    | 2h 01'13"0 | 4     |
| 10           | Allan do Carmo         | Brasile     | 2h 01'15"2 | 3     |
| 11           | Rodrigo Elorza         | Messico     | 2h 01'17"5 | 2     |
| 12           | Bertrand Venturi       | Francia     | 2h 01'18"0 | 1     |
| 13           | Richard Weinberger     | Canada      | 2h 01'20"6 | --    |
| 14           | Julien Codevelle       | Francia     | 2h 01'28"3 | --    |
| 15           | David Browne           | Australia   | 2h 01'56"9 | --    |
| 16           | Sergiy Fesenko         | Azerbaigian | 2h 02'14"5 | --    |
| 17           | Simon Tobin            | Canada      | 2h 02'17"3 | --    |
| 18           | Iván López             | Messico     | 2h 02'20"3 | --    |
| 19           | Christian Reichert     | Germania    | 2h 02'51"4 | --    |
| 20           | Tom Vangeneugden       | Belgio      | 2h 03'01"7 | --    |
| 21           | Filipe Alcantra        | Brasile     | 2h 03'12"2 | --    |
| 22           | Chad Ho                | Sudafrica   | 2h 04'44"5 | --    |
| 23           | Michael Dmitriev       | Israele     | 2h 05'45"1 | --    |
| 24           | Ivan Enderica Ochoa    | Ecuador     | 2h 06'16"9 | --    |
| 25           | Jan Posmourny          | Rep. Ceca   | 2h 06'44"7 | --    |
| 26           | Jakub Fichtl           | Rep. Ceca   | 2h 09'42"4 | --    |
| 27           | Tomislav Soldo         | Croazia     | 2h 13'11"5 | --    |
| 28           | Michal Skrodzki        | Polonia     | 2h 24'30"7 | --    |
| squalificato | Josip Soldo            | Croazia     | --         | --    |
| ritirato     | Diego Nogueira Montera | Spagna      | --         | --    |
| ritirato     | Kostiantyn Ukradyga    | Ucraina     | --         | --    |
| ritirato     | Rhys Mainstone         | Australia   | --         | --    |
| ritirato     | Daniel Fogg            | Regno Unito | --         | --    |
| ritirato     | Francisco Jose Hervas  | Spagna      | --         | --    |
| ritirato     | Thomas Allen           | Regno Unito | --         | --    |
| ritirato     | Brian Ryckeman         | Belgio      | --         | --    |
| ritirato     | Spyridon Gianniots     | Grecia      | --         | --    |

#### 25km individuale
| Classifica  | Nome                | Nazione     | Tempo       | Punti |
| 1           | Alexander Meyer     | Stati Uniti | 5h 32'39"38 | 18    |
| ----------- | ------------------- | ----------- | ----------- | ----- |
| 2           | Valerio Cleri       | Italia      | 5h 32'40"40 | 16    |
| 3           | Petar Stoychev      | Bulgaria    | 5h 33'50"29 | 14    |
| 4           | Edoardo Stochino    | Italia      | 5h 35'08"46 | 12    |
| 5           | Bertrand Venturi    | Francia     | 5h 36'10"75 | 10    |
| 6           | Simon Tobin         | Canada      | 5 h37'09"74 | 8     |
| 7           | Josef Kinderwater   | Stati Uniti | 5h 37'32"67 | 6     |
| 8           | Joanes Hedel        | Francia     | 5h 37'48"38 | 5     |
| 9           | Damian Blaum        | Argentina   | 5h 39'27"33 | 4     |
| 10          | Libor Smolka        | Rep. Ceca   | 5h 39'31"30 | 3     |
| 11          | David Browne        | Australia   | 5h 39'52"44 | 2     |
| 12          | Rostislav Vitek     | Rep. Ceca   | 5h 42'24"45 | 1     |
| 13          | Xavier Desharnais   | Canada      | 5h 51'48"45 | --    |
| 14          | Josip Soldo         | Croazia     | 5h 59'43"05 | --    |
| 15          | Evgenij Popacev     | Macedonia   | 6h 03'01"01 | --    |
| 16          | Ivan Afanevich      | Russia      | 6h 13'18"56 | --    |
| 17          | Michal Skrodzki     | Polonia     | 6h 18'25"99 | --    |
| ritirato    | Raul Alberto Macedo | Argentina   | --          | --    |
| ritirato    | Vasily Boykov       | Russia      | --          | --    |
| ritirato    | Tomislav Soldo      | Croazia     | --          | --    |
| non partito | Sergiy Fesenko      | Azerbaigian | --          | --    |

### Donne

#### 5km individuale
| Classifica   | Nome                   | Nazione       | Tempo      | Punti |
| 1            | Eva Fabian             | Stati Uniti   | 1h 02'00"9 | 18    |
| ------------ | ---------------------- | ------------- | ---------- | ----- |
| 2            | Giorgia Consiglio      | Italia        | 1h 02'01"0 | 16    |
| 3            | Ana Marcela Cunha      | Brasile       | 1h 02'02"6 | 14    |
| 4=           | Poliana Okimoto        | Brasile       | 1h 02'02"7 | 11    |
| 4=           | Christine Jennings     | Stati Uniti   | 1h 02'02"7 | 11    |
| 6            | Aurélie Muller         | Francia       | 1h 02'04"4 | 8     |
| 7            | Kalliopi Araouzou      | Grecia        | 1h 02'04"7 | 6     |
| 8            | Teja Zupan             | Slovenia      | 1h 02'06"3 | 5     |
| 9            | Cara Baker             | Nuova Zelanda | 1h 02'07"2 | 4     |
| 10           | Karla Sitic            | Croazia       | 1h 02'07"5 | 3     |
| 11           | Alice Franco           | Italia        | 1h 02'08"2 | 2     |
| 12           | Yurema Requena         | Spagna        | 1h 02'09"1 | 1     |
| 13           | Jana Pechanova         | Rep. Ceca     | 1h 02'11"3 | --    |
| 14           | Ophelie Aspord         | Francia       | 1h 02'13"5 | --    |
| 15           | Cassandra Patten       | Regno Unito   | 1h 02'18"0 | --    |
| 16           | Fang Yanqiao           | Cina          | 1h 02'18"8 | --    |
| 17           | Olga Beresnyeva        | Ucraina       | 1h 02'23"7 | --    |
| 18           | Danielle de Fransesco  | Australia     | 1h 02'26"2 | --    |
| 19           | Nadine Reichert        | Germania      | 1h 02'29"6 | --    |
| 20           | Bonnie Macdonald       | Australia     | 1h 02'37"6 | --    |
| 21           | Natalie du Toit        | Sudafrica     | 1h 02'38"1 | --    |
| 22           | Maria Bulakhova        | Russia        | 1h 02'41"0 | --    |
| 23           | Li Xue                 | Cina          | 1h 02'42"0 | --    |
| 24           | Katia Barros Esquivel  | Ecuador       | 1h 02'47"9 | --    |
| 25           | Karyn Jewel            | Canada        | 1h 03'22"5 | --    |
| 26           | Nataly Caldas Calle    | Ecuador       | 1h 03'26"4 | --    |
| 27           | Alejandra Gonzalez     | Messico       | 1h 04'46"8 | --    |
| 28           | Inha Kotsur            | Azerbaigian   | 1h 05'18"2 | --    |
| 29           | Zsofia Balazs          | Canada        | 1h 05'30"2 | --    |
| 30           | Odette Saldivar        | Messico       | 1h 06'55"9 | --    |
| 31           | Alexandra Farkasova    | Slovacchia    | 1h 06'55"9 | --    |
| squalificata | Ekaterina Seliverstova | Russia        | --         | --    |
| non partita  | Anastasia Zhidkova     | Azerbaigian   | --         | --    |
| non partita  | Keri-Anne Payne        | Regno Unito   | --         | --    |
| non partita  | Marianna Lymperta      | Grecia        | --         | --    |

#### 10km individuale
| Classifica   | Nome                     | Nazione       | Tempo      | Punti |
| ------------ | ------------------------ | ------------- | ---------- | ----- |
| 1            | Martina Grimaldi         | Italia        | 2h 05'45"2 | 18    |
| 2            | Giorgia Consiglio        | Italia        | 2h 05'57"4 | 16    |
| 3            | Melissa Gorman           | Australia     | 2h 05'57"9 | 14    |
| 4            | Fang Yanqiao             | Cina          | 2h 05'59"1 | 12    |
| 5            | Angela Maurer            | Germania      | 2h 05'59"2 | 10    |
| 6            | Ana Marcela Cunha        | Brasile       | 2h 05'59"7 | 8     |
| 7            | Christine Jenning        | Stati Uniti   | 2h 06'01"1 | 6     |
| 8            | Keri-Anne Payne          | Regno Unito   | 2h 06'01"4 | 5     |
| 9            | Erika Villaécija         | Spagna        | 2h 06'01"5 | 4     |
| 10           | Linsy Heister            | Paesi Bassi   | 2h 06'04"6 | 3     |
| 11           | Ophelie Aspord           | Francia       | 2h 06'04"8 | 2     |
| 12           | Alejandra Gonzalez       | Messico       | 2h 06'07"0 | 1     |
| 13           | Yurema Requena           | Spagna        | 2h 06'25"8 | --    |
| 14           | Jana Pechanová           | Rep. Ceca     | 2h 06'28"5 | --    |
| 15           | Cassandra Patten         | Regno Unito   | 2h 06'39"5 | --    |
| 16           | Ekaterina Seliverstova   | Russia        | 2h 06'44"2 | --    |
| 17           | Cara Baker               | Nuova Zelanda | 2h 06'45"8 | --    |
| 18           | Zaira Cardenas Hernandez | Messico       | 2h 06'48"4 | --    |
| 19           | Stacey Hansford          | Australia     | 2h 07'39"7 | --    |
| 20           | Karla Sitic              | Croazia       | 2h 08'33"2 | --    |
| 21           | Siyu Yan                 | Cina          | 2h 08'33"2 | --    |
| 22           | Katia Barros Esquivel    | Ecuador       | 2h 08'38"2 | --    |
| 23           | Nadine Reichert          | Germania      | 2h 08'40"1 | --    |
| 24           | Olga Beresnyeva          | Ucraina       | 2h 08'44"8 | --    |
| 25           | Nataly Caldas-Calle      | Ecuador       | 2h 08'48"8 | --    |
| 26           | Natalie Du Toit          | Sudafrica     | 2'09'00"1  | --    |
| 27           | Anastasia Zhidkova       | Azerbaigian   | 2h 09'01"0 | --    |
| 28           | Nadine Williams          | Canada        | 2h 10'05"8 | --    |
| 29           | Inha Kotsur              | Azerbaigian   | 2h 12'16"8 | --    |
| squalificata | Eva Fabian               | Stati Uniti   | --         | --    |
| squalificata | Poliana Okimoto          | Brasile       | --         | --    |
| squalificata | Aurélie Muller           | Francia       | --         | --    |
| squalificata | Marianna Lymperta        | Grecia        | --         | --    |
| ritirata     | Kalliopi Araouzou        | Grecia        | --         | --    |
| ritirata     | Teja Zupan               | Slovenia      | --         | --    |
| ritirata     | Zsofia Balazs            | Canada        | --         | --    |
| ritirata     | Manon Lammens            | Belgio        | --         | --    |
| ritirata     | Larisa Ilchenko          | Russia        | --         | --    |

#### 25km individuale
| Classifica   | Nome                        | Nazione     | Tempo       | Punti |
| 1            | Linsy Heister               | Paesi Bassi | 5h 52'13"06 | 18    |
| ------------ | --------------------------- | ----------- | ----------- | ----- |
| 2            | Margarita Dominguez Cabezas | Spagna      | 5h 55'59"29 | 16    |
| 3            | Celia Barrot                | Francia     | 5h 57'02"87 | 14    |
| 4            | Haley Anderson              | Stati Uniti | 6h 00'15"23 | 12    |
| 5            | Anna Uvarova                | Russia      | 6h 00'21"89 | 10    |
| 6            | Emily Hanson                | Stati Uniti | 6h 03'15"75 | 8     |
| 7            | Kseniya Popova              | Russia      | 6h 06'25"02 | 6     |
| 8            | Joannie Guillemette Simard  | Canada      | 6h 23'05"36 | 5     |
| 9            | Antonella Bogarin           | Argentina   | 6h 41'51"11 | 4     |
| troppo tardi | Ivana Sitic                 | Croazia     | --          | --    |
| troppo tardi | Lara Rodriguez Anido        | Argentina   | --          | --    |
| squalificata | Martina Grimaldi            | Italia      | --          | --    |
| ritirata     | Federica Vitale             | Italia      | --          | --    |
| ritirata     | Stacey Hansford             | Australia   | --          | --    |

## Trofeo dei campionati
Il trofeo dei campionati mondiali di nuoto di fondo viene assegnato alla nazione che ottiene, nel complesso, i migliori piazzamenti: viene stilata una classifica a punti per i primi 12 classificati di ciascuna gara e i punti vengono sommati senza scarti, facendo poi il totale dei nuotatori maschi e femmine. I punti vengono assegnati così (dal primo al dodicesimo posto:) 18, 16, 14, 12, 10, 8, 6, 5, 4, 3, 2, 1. Se due o più nuotatori arrivano a pari merito viene calcolata la media dei punti assegnati per quelle posizioni.
| Posto  | Paese         | Donne | Uomini | Totale |
| 1      | Italia        | 52    | 64     | 116    |
| ------ | ------------- | ----- | ------ | ------ |
| 2      | Stati Uniti   | 55    | 56     | 111    |
| 3      | Russia        | 16    | 46     | 62     |
| 4      | Francia       | 24    | 16     | 40     |
| 5=     | Brasile       | 33    | 3      | 36     |
| 5=     | Germania      | 10    | 26     | 36     |
| 7      | Australia     | 14    | 10     | 24     |
| 8=     | Spagna        | 21    | 0      | 21     |
| 8=     | Paesi Bassi   | 21    | 0      | 21     |
| 10     | Bulgaria      | 0     | 18     | 18     |
| 11     | Ucraina       | 0     | 17     | 17     |
| 12     | Grecia        | 6     | 10     | 16     |
| 13     | Canada        | 5     | 8      | 13     |
| 14     | Cina          | 12    | 0      | 12     |
| 15=    | Argentina     | 4     | 4      | 8      |
| 15=    | Rep. Ceca     | 0     | 8      | 8      |
| 17     | Sudafrica     | 0     | 6      | 6      |
| 18=    | Regno Unito   | 5     | 0      | 5      |
| 18=    | Slovenia      | 5     | 0      | 5      |
| 20     | Nuova Zelanda | 4     | 0      | 4      |
| 21=    | Croazia       | 3     | 0      | 3      |
| 21=    | Messico       | 1     | 2      | 3      |
| 23     | Azerbaigian   | 0     | 2      | 2      |
| 24     | Ecuador       | 0     | 1      | 1      |
| totale |               | 291   | 297    | 588    |